# Антипапа
Антипапа (лат. antipapa) особа је која, као супарник ономе ко се генерално сматра легитимно изабраним папом, износи у значајној мери прихваћену тврдњу да је она папа, бискуп Рима и вођа Католичке цркве. У периоду између 3. и 15. века, антипапе су имале подршку прилично значајних фракција кардинала и секуларних краљева. Особе које тврде да су папе, али имају мало следбеника, као што су модерне седевакантистичке антипапе, не класификују се као историјске антипапе.
У списку папа датом у годишњаку Annuario Pontificio који издаје Света столица, стоји следећа напомена уз име папе Лава VIII (963–965):

У овом тренутку, као и поново средином 11. века, наилазимо на изборе током којих проблеми у харамонизовању историјских критеријума, и оних теолошких и канонског права, чине немогућим да се јасно одреди која страна је поседовала легитимитет чија чињенична егзистенција гарантује непрекинуту законуту линију наслеђивања од Светог Петра. Ово је неодређеност која у неким случајевима чини упутним да се напусти додељивање редних бројева списку папа.

## Историја
Иполит Римски (умро 235) обично се сматра најранијим антипапом, јер је предводио засебну групу унутар Цркве у Риму која се противила папи Калисту I. Иполит се помирио са Калистовим другим наследником, папом Понтијаном, и обојица се данас славе као свеци Римокатоличке цркве и њихово име се слави истог дана, 13. августа. Да ли су две или више особа помешане у овом наводу о Иполиту и да ли се Иполит заиста прогласио римским бискупом, остаје нејасно, јер ниједна таква тврдња није нађена у списима који се приписују Иполиту.
Евсевије Цезарејски цитира неименованог старијег писца који је забележио причу о неком Наталију, свештенику из трећег века, који је прихватио звање бискупа од јеретичке групе у Риму. Овај Наталије се убрзо покајао, и сузног лица молио папу Зефирина да га прими назад у цркву.
Новатијан (умро 258), још је једна личност из 3. века, која је сигурно тврдила да је папа, супротстављен Папи Корнелију, и ако се Наталије и Иполит искључе због тога што ситуација око њих није сасвим јасна, може се рећи да је Новатијан први антипапа.
Период у коме су антипапе биле најбројније је период борби између папа и светих римских царева у 11. и 12. веку. Цареви су често постављали своје кандидате за папу, који би подржавали њихове циљеве. Са своје стране, папе су понекад подржавале ривалске претенденте на престо (антикраљеве) у Немачкој, у борби против одређених царева.
Велика Западна шизма, која је настала 1378, када су француски кардинали, тврдећи да је избор папе Урбана VI неважећи, изабрале Климента VII за папу, што је довело до две, и касније три ривалске линије претендената на папски трон: римска линија, авињонска линија (Климент VII је своју резиденцију сместио у Авињон у Француској), и линија у Пизи. У Пизи у Италији је на Сабору изабран трећи претендент, Александар V. Како би се окончала шизма, у мају 1415. је на Сабору у Констанци смењен Јован XXIII из Пизе. Папа Гргур XII из римске линије се повукао у јулу 1415. 1417, сабор је такође формално сменио Венедикта XIII из Авињона, али он је одбио да се повуче. Касније је Мартин V изабран, и он је био прихваћен свуда осим у све мањим областима које су остале верне Бенедикту XIII. Скандал Западне шизме је довео до антипапских осећања, што је утицало на Протестантску реформацију почетком 16. века.

## Списак историјских антипапа
Звездицама су означени они који су узети у обзир у конвенционалној нумерацији каснијих папа које су узеле исто име. Списак папа и антипапа у Annuario Pontificio не укључује Наталија нити Климента VIII. Може бити да се број Климентових следбеника сматра занемарљивим.
Силвестер III, који се понекад наводи као антипапа се појављује у Annuario Pontificio као папа: услед нејасноћа око канонског права током средине 11. века и историјских чињеница, не даје се суд о његовом легитимитету. „Католичка енциклопедија“ га наводи у свом списку папа, али уз напомену: „Сматран од стране неких за антипапу“. Неки други извори га класификују као антипапу.
| Понтификат      | Име                    | Име на латинском              | Лично име                     | Место рођења    | Старост приликом избора / смрти или повлачења | Број година као антипапа | Белешке                                                         | Супротстављен папи                  |
| --------------- | ---------------------- | ----------------------------- | ----------------------------- | --------------- | --------------------------------------------- | ------------------------ | --------------------------------------------------------------- | ----------------------------------- |
| c. 200          | Наталије               | Natalius                      |                               |                 |                                               |                          | касније се помирио (види горе)                                  | Зафирин                             |
| 217–235         | Иполит Римски          | Hippolytus                    |                               |                 |                                               |                          | касније се помирио са папом Понтијаном (види горе)              | Калист I                            |
| 217–235         | Иполит Римски          | Hippolytus                    | Урбан I                       |                 |                                               |                          | касније се помирио са папом Понтијаном (види горе)              |                                     |
| 217–235         | Иполит Римски          | Hippolytus                    | Понтијан                      |                 |                                               |                          | касније се помирио са папом Понтијаном (види горе)              |                                     |
| 251–258         | Новатијан              | Novatianus                    |                               |                 |                                               |                          | оснивач новатијанизма                                           | Корнелије                           |
| 251–258         | Новатијан              | Novatianus                    | Луције I                      |                 |                                               |                          | оснивач новатијанизма                                           |                                     |
| 251–258         | Новатијан              | Novatianus                    | Стефан I                      |                 |                                               |                          | оснивач новатијанизма                                           |                                     |
| 251–258         | Новатијан              | Novatianus                    | Сикст II                      |                 |                                               |                          | оснивач новатијанизма                                           |                                     |
| 355–365         | Феликс II*             |                               |                               |                 |                                               |                          | постављен од стране римског цара Констанција II                 | Либерије                            |
| 366–367         | Урсин                  |                               | Урсин                         |                 |                                               |                          |                                                                 | Дамас I                             |
| 418–419         | Еулалије               |                               |                               |                 |                                               |                          |                                                                 | Бонифације I                        |
| 498–499 501–506 | Лауренције             |                               |                               |                 |                                               |                          | подржан од стране византијског цара Анастасија I                | Симах                               |
| 530             | Диоскур                |                               |                               |                 |                                               |                          |                                                                 | Бонифације II                       |
| 687             | Теодор                 |                               |                               |                 |                                               |                          |                                                                 | Сергије I                           |
| 687             | Паскал (I)             |                               |                               |                 |                                               |                          |                                                                 | Сергије I                           |
| 767–768         | Константин II          |                               |                               |                 |                                               |                          |                                                                 | Стефан III                          |
| 768             | Филип                  |                               |                               |                 |                                               |                          | постављен од стране представника лангобардског краља Дезидерија | Стефан III                          |
| 844             | Јован VIII             |                               |                               |                 |                                               |                          | изабран акламацијом                                             | Сергије II                          |
| 855             | Анастасије Библиотекар |                               |                               |                 |                                               |                          |                                                                 | Бенедикт III                        |
| 903–904         | Кристофер              |                               |                               |                 |                                               |                          |                                                                 | између Лава V и Сергија III         |
| 974             | Бонифације VII         |                               |                               |                 |                                               |                          |                                                                 | између Бенедикта VI и Бенедикта VII |
| 984–985         | Бонифације VII         | између Јована XIV и Јована XV |                               |                 |                                               |                          |                                                                 |                                     |
| 997–998         | Јован XVI*             |                               | Ђовани Филагато               |                 |                                               |                          | подржан од стране византијског цара Василија II Бугароубице     | Гргур V                             |
| 1012            | Гргур VI               |                               |                               |                 |                                               |                          |                                                                 | Бенедикт VIII                       |
| 1058–1059       | Бенедикт X*            |                               | Ђовани Минцијус               |                 |                                               |                          | подржан од стране грофова Тускулума                             | Никола II                           |
| 1061–1064       | Хонорије II            |                               | Пијетро Кадалус               |                 |                                               |                          | подржан од стране Агнесе, регента Светог римског царства        | Александар II                       |
| 1080, 1084–1100 | Клемент III            |                               | Гујберт од Равене             |                 |                                               |                          | подржан од стране Хенрика IV, цара Светог римског царства       | Гргур VII                           |
| 1080, 1084–1100 | Клемент III            | Виктор III                    | Гујберт од Равене             |                 |                                               |                          | подржан од стране Хенрика IV, цара Светог римског царства       |                                     |
| 1080, 1084–1100 | Клемент III            | Урбан II                      | Гујберт од Равене             |                 |                                               |                          | подржан од стране Хенрика IV, цара Светог римског царства       |                                     |
| 1080, 1084–1100 | Клемент III            | Паскал II                     | Гујберт од Равене             |                 |                                               |                          | подржан од стране Хенрика IV, цара Светог римског царства       |                                     |
| 1100–1101       | Теодорик               |                               |                               |                 |                                               |                          | наследник Клемента III                                          | Паскал II                           |
| 1101            | Алберт                 |                               |                               |                 |                                               |                          | наследник Теодорика                                             | Паскал II                           |
| 1105–1111       | Силвестер IV           |                               | Магинулф                      |                 |                                               |                          | подржан од стране Хенрика V, цара Светог римског царства        | Паскал II                           |
| 1118–1121       | Гргур VIII             |                               | Морис Бурданус                |                 |                                               |                          | подржан од стране Хенрика V, цара Светог римског царства        | Галезије II                         |
| 1118–1121       | Гргур VIII             | Калист II                     | Морис Бурданус                |                 |                                               |                          | подржан од стране Хенрика V, цара Светог римског царства        |                                     |
| 1124            | Селестин II            |                               | Тебалдус Букапекус            |                 |                                               |                          |                                                                 | Хонорије II                         |
| 1130–1138       | Анаклет II             |                               | Пијетро Пиерлеони             |                 |                                               |                          |                                                                 | Иноћентије II                       |
| 1138            | Виктор IV              |                               | Грегорио Конти                |                 |                                               |                          | наследник Анаклета II                                           | Иноћентије II                       |
| 1159–1164       | Виктор IV              |                               | Отавио ди Монтечелио          |                 |                                               |                          | подржан од стране Фридриха I Барбаросе                          | Александар III                      |
| 1164–1168       | Паскал III             |                               | Гвидо ди Крема                |                 |                                               |                          | подржан од стране Фридриха I Барбаросе                          | Александар III                      |
| 1168–1178       | Калист III             |                               | Ђовани од Струме              |                 |                                               |                          | подржан од стране Фридриха I Барбаросе                          | Александар III                      |
| 1179–1180       | Иноћентије III         |                               | Ланзо од Сезе                 |                 |                                               |                          |                                                                 | Александар III                      |
| 1328–1330       | Никола V               |                               | Пијетро Раиналдучи            |                 |                                               |                          | подржан од стране Лудвига IV Баварског                          | Јован XXII                          |
| 1378–1394       | Клемент VII            |                               | Роберт од Женеве              | Женева          | 36/52                                         | 15 г, 11 м, 27 д         | Авињон                                                          | Урбан VI                            |
| 1378–1394       | Клемент VII            | Бонифације IX                 | Роберт од Женеве              | Женева          | 36/52                                         | 15 г, 11 м, 27 д         | Авињон                                                          |                                     |
| 1394–1423       | Бенедикт XIII          |                               | Педро де Луна                 | Илуека, Арагон  | 66/95                                         | 28 г, 7 м, 25 д          | Авињон                                                          |                                     |
| 1394–1423       | Бенедикт XIII          | Иноћентије VII                | Педро де Луна                 | Илуека, Арагон  | 66/95                                         | 28 г, 7 м, 25 д          | Авињон                                                          |                                     |
| 1394–1423       | Бенедикт XIII          | Гргур XII                     | Педро де Луна                 | Илуека, Арагон  | 66/95                                         | 28 г, 7 м, 25 д          | Авињон                                                          |                                     |
| 1394–1423       | Бенедикт XIII          | Мартин V                      | Педро де Луна                 | Илуека, Арагон  | 66/95                                         | 28 г, 7 м, 25 д          | Авињон                                                          |                                     |
| 1409–1410       | Александар V*          |                               | Пијетро Филарги               |                 |                                               |                          | Пиза                                                            | Гргур XII                           |
| 1410–1415       | Јован XXIII            |                               | Балдасаре Коса                |                 |                                               |                          | Пиза                                                            | Гргур XII                           |
| 1423–1429       | Клемент VIII           |                               | Гил Санчез Муњоз              |                 |                                               |                          | Авињон                                                          | Мартин V                            |
| 1424–1429       | Бенедикт XIV           |                               | Бернард Гарнијер              |                 |                                               |                          |                                                                 | Мартин V                            |
| 1430–1437       | Бенедикт XIV           |                               | Жан Карије                    |                 |                                               |                          |                                                                 | Мартин V                            |
| 1439–1449       | Феликс V               |                               | Војвода Амадео VIII од Савоје | Шамбери, Савоја | 56/65 (†67)                                   | 9 г, 5 м, 2 д            | изабран на Сабору у Базелу                                      | Еугеније IV                         |
| 1439–1449       | Феликс V               | Никола V                      | Војвода Амадео VIII од Савоје | Шамбери, Савоја | 56/65 (†67)                                   | 9 г, 5 м, 2 д            | изабран на Сабору у Базелу                                      |                                     |